# Tiradentes (kommun)
Tiradentes (engelska: Tiradentes Municipality) är en kommun i Brasilien.   Den ligger i delstaten Minas Gerais, i den sydöstra delen av landet, 700 km sydost om huvudstaden Brasília. Antalet invånare är 7 002. Arean är 83 kvadratkilometer.
Terrängen i Tiradentes är platt åt sydost, men åt nordväst är den kuperad.
Följande samhällen finns i Tiradentes:
- Tiradentes

Omgivningarna runt Tiradentes är huvudsakligen savann. Runt Tiradentes är det ganska tätbefolkat, med 149 invånare per kvadratkilometer.